# San Miguel de Abona
San Miguel de Abona er en by og kommune i det sydvestlige Spanien på øen Tenerife i provinsen Santa Cruz de Tenerife, De Kanariske Øer. Den har et indbyggertal på 23.138 (2024) indbyggere.